# Li Yan (halterófila, 1974)
Li Yan (en chino: 李燕; 1974) es una deportista china que compitió en halterofilia. Ganó dos medallas de oro en el Campeonato Mundial de Halterofilia, en los años 1995 y 1996.

## Palmarés internacional
| Campeonato Mundial | Campeonato Mundial | Campeonato Mundial | Campeonato Mundial |
| Año                | Lugar              | Medalla            | Categoría          |
| ------------------ | ------------------ | ------------------ | ------------------ |
| 1995               | Cantón (China)     | Medalla de oro     | 76 kg              |
| 1996               | Varsovia (Polonia) | Medalla de oro     | 76 kg              |